# Афіни (округ, Огайо)
Шаблон:StateAbbr_ 39°20′ пн. ш. 82°03′ зх. д. / 39.33° пн. ш. 82.05° зх. д.
О́круг Афі́ни (англ. Athens County) — округ (графство) у штаті Огайо, США. Ідентифікатор округу 39009.

## Історія
Округ утворений 1805 року.

## Демографія
За даними перепису
2000 року
загальне населення округу становило 62223 осіб, зокрема міського населення було 36873, а сільського — 25350.
Серед мешканців округу чоловіків було 30405, а жінок — 31818. В окрузі було 22501 домогосподарство, 12710 родин, які мешкали в 24901 будинках.
Середній розмір родини становив 2,92.
Віковий розподіл населення поданий у таблиці:
| Стать    | До 15 років | 15-21 | 22-29 | 30-39 | 40-49 | 50-65 | 65-85 | Понад 85 |
| -------- | ----------- | ----- | ----- | ----- | ----- | ----- | ----- | -------- |
| Чоловіки | 4802        | 7373  | 5004  | 3511  | 3641  | 3720  | 2156  | 198      |
| Жінки    | 4492        | 8507  | 4380  | 3459  | 3672  | 3869  | 2935  | 504      |

## Суміжні округи
- Перрі — північ
- Морган — північний схід
- Вашингтон — схід
- Вуд, Західна Вірджинія — південний схід
- Меґс — південь
- Вінтон — захід
- Гокінг — північний захід

## Виноски
1. ↑  U.S. Decennial Census. United States Census Bureau. Архів оригіналу за 26 квітня 2015. Процитовано 7 лютого 2015.
2. ↑  Historical Census Browser. University of Virginia Library. Архів оригіналу за 11 серпня 2012. Процитовано 7 лютого 2015.
3. ↑  Forstall, Richard L., ред. (27 березня 1995). Population of Counties by Decennial Census: 1900 to 1990. United States Census Bureau. Архів оригіналу за 14 лютого 2015. Процитовано 7 лютого 2015.
4. ↑  Census 2000 PHC-T-4. Ranking Tables for Counties: 1990 and 2000 (PDF). United States Census Bureau. 2 квітня 2001. Архів оригіналу (PDF) за 18 грудня 2014. Процитовано 7 лютого 2015.
5. ↑  State & County QuickFacts. United States Census Bureau. Архів оригіналу за 29 січня 2016. Процитовано 7 лютого 2015. [Архівовано 2011-07-03 у Wayback Machine.](англ.) Наведено за англійською вікіпедією.
6. ↑  American FactFinder. Бюро перепису населення США. Архів оригіналу за 26 лютого 2012. Процитовано 31 січня 2008. [Архівовано 2008-05-21 у Wayback Machine.]

| США | Це незавершена стаття з географії США. Ви можете допомогти проєкту, виправивши або дописавши її. |